# Влад Топалов
Влад Топалов (рус. Владислав Михайлович Топалов; Москва, 25. октобар 1985) руски је певач и глумац. Своју популарност стекао је као певач групе Smash!!. Био је члан групе до њеног распада 2006. године, када је започео соло каријеру.

## Биографија

### Детињство и младост
Рођен је 25. октобра 1985. године у Москви, као старије дете оца Михаила и мајке Татјане. Након развода родитеља, остао је да живи са оцем, а сестра Алина(1988) са мајком. Интерес за музику показивао је још у детињству. Завршио је музичку школу, класа-виолина. Његов отац је свирао у рок бенду и био је упознат са многим познатим музичарима и уметницима. Заједно са сестром Алином, 1990. године постаје члан групе Њипасед. Са њима је наступао по бројним концертним дворанама у Русији, али и шире. Бележио је успех на музичким фестивалима у Италији, Бугарској, Јапану, Норвешкој и освојио неколико музичких такмичења као што су Јутарња звезда и Bravo Bravissimo . Са чланом групе Њипасед, Сергејем Лазаревим основао је групу Smash!!.

### Smash!!
Група је ocнована 2000. године. Идеја је настала још док су Сергеј и Влад били чланови дечје групе Њипасед, а пројекат је реализован када је Владова мајка предложила да сниме арију из мјузикла Notre Dame de Paris, као поклон за рођендан његовог оца. Своју највећу популарност стекла је међу тинејџерима у Русији и Југоисточној Азији. Свој први сингл Belle објавили су 2002, а исте године су победили на фестивалу Новая волна(Нови талас), популарном у Русији. Песма је постала хит и на самом врху топ листа задржала се шест месеци. 1. децембра 2004, издали су и последњи албум 2nite. Сергеј је групу напустио исте године и започео успешну соло каријеру, потписавши уговор са издавачком кућом Style Records. Група се званично распала 2006. године.

## Приватни живот
18. септембра 2015, оженио се Ксенијом Дањиленом.

## Дискографија

### Албуми
- Evolution (2005)
- Odinokaya Zvezda/Одинокая звезда (2006)
- Pust' Serdtse Reshaet/Пусть сердце решает (2008)
- I Will Give It All To You (2008)